# Maître de conférences
Maître de conférences es el término francés para indicar al profesor asociado de una universidad. 
Este tipo de docente forma parte de las dos categorías de profesorado de las universidades públicas francesas; quienes no son Maître de conférences son llamados professeurs, que en español se corresponde con el término catedrático. Los maîtres de conférences son un grupo de enseñantes independientes y aparte de los professeurs, ya que no se vinculan a través de una relación jerárquica, y ya que los primeros disponen de gran libertad de enseñanza y de investigación.
Los maîtres de conférences son profesores funcionarios universitarios pertenecientes a la categoría A, macrogrado A+ (o grado 5 según otras terminologías de otros países). Se accede a la categoría de maître de conférences por medio de una oposición altamente selectiva a la que pueden presentarse los titulares de un doctorado. La selección se hace sobre la base de la calidad de los trabajos desarrollados por el postulante, principalmente en investigación (tesis doctoral y artículos publicados en revistas de prestigio), y en cierta medida también por la enseñanza dispensada durante la propia formación académica del profesor candidato.
Los maîtres de conférences constituyen un cuerpo de enseñantes-investigadores que se rigen por el decreto n° 84-4311. En el siglo xix, el término «conférence» designaba una sesión de enseñanza de tipo expositivo, en muchos casos con un número no muy grande de asistentes.